# Caso Janaína dos Santos
O caso Janaína dos Santos refere-se ao crime de escravidão moderna - sequestro, tortura e cárcere privado - cometido contra Janaína dos Santos por sua prima e madrinha Francisca Danielly Mesquita Medeiros, que já havia sido candidata a deputada federal no Piauí nas eleições de 2018. O caso aconteceu em Teresina, capital do Piauí, e Francisca está presa preventivamente, após Janaína ter sido resgatada em 23 de maio de 2023.   
"Foi sequestrada pela madrinha", disse o repórter que apresentou o caso no Domingo Espetacular de 28 de maio. 

## Biografias

### Vítima
Filha de Maria do Socorro e Valdemar, Janaína dos Santos tinha uma vida normal em Chapadinha, no Maranhão, onde vivia com os pais e seis irmãos mais novos e frequentava a escola. Ela tinha 12 anos de idade quando Francisca Danielly, que era sua madrinha e prima de sua mãe, visitou a família durante a Semana Santa e a convidou para passar alguns dias em Teresina.  

### Acusada
Nascida em Chapadinha, Francisca Danielly Mesquita Medeiros, mais conhecida como Danielly Medeiros, tem dois dois filhos, um deles com Transtorno do Espectro Autista (TEA). Ela é fisioterapeuta, terapeuta ocupacional, empresária da área de reciclagem e servidora pública e já havia sido candidata a deputada federal no Piauí nas eleições de 2018. Em 2020 ela tentou uma candidatura como vereadora em Teresina pelo PSD, mais foi considerada "inapta".   

## Crime
Uma vez na casa da madrinha, que morava no bairro Ilhotas, no centro-sul de Teresina, Janaína passou a se obrigada a realizar todas as tarefas domésticas na casa sem qualquer remuneração e sem qualquer dia de descanso. Ela também sofria agressões físicas e psicológicas e era impedida de sair de casa e se relacionar com outras pessoas, além de nunca ter ido a um hospital, nem quando teve um problema renal, e nunca ter frequentado a escola. "Eu sentia tristeza, chorava sozinha, não gostava da minha vida", disse Janaína, que também relatou que havia tentado fugir algumas vezes e que numa destas ocasiões, ao ser pega, Francisca havia ameaçado arrancar seu coração. "O pior dia foi na segunda-feira [22 de maio], quando ela ameaçou arrancar meu coração. Ela quebrou um casco de cerveja, chegou bem perto de mim e disse que ia tirar meu coração", disse a vítima. 
Janaína também era a responsável por cuidar dos filhos da acusada, incluindo o menino com TEA, que ela levava para para tratamento médico no Centro Integrado de Reabilitação (Ceir).  
Foi o namorado de Janaína, o mecânico Osmar Rodrigues, que ajudou a desvendar o crime libertar a vítima. Eles haviam se conhecido dois meses antes no caminho que Janaína fazia quando levava o menino autista para tratamento e quando Osmar deu a ela um telefone celular para poderem se comunicar, Francisca levou o aparelho de volta e mandou o mecânico se afastar da jovem. Osmar, que já conhecia a situação na qual Janaína vivia, temendo perder o contato com a namorada, procurou os familiares da vítima, a que contou toda a situação, e a polícia.   

## Investigações e prisão
Ao saberem do caso, policiais comandados pelo delegado Odilo Sena foram até a casa de Francisca no dia 23 de maio onde encontraram a vítima. Janaína tinha então 27 anos e havia vivido 15 anos em regime análogo à escravidão. “Ao invés dela entregar essa criança de volta, ela veio pra Teresina e a transformou em uma ‘escrava’. O trabalho dela é cuidar de uma criança autista, cuidar de uma casa enorme. Não tinha direito a nada, o único direito dela é trabalhar”, disse o delegado, ainda afirmando que se tratava de uma "perversidade". 
No Domingo Espetacular Sena disse: "era um calabouço psicológico. Ela tinha a chave da casa e podia pedir ajuda, mas não conseguia, por terror e medo da madrinha". 
A mãe da vítima relatou ao Domingo Espetacular que quando havia procurado a menina, Francisca a havia ameaçado de prisão. "Fiquei com medo". Adelmo, pai da vítima, também disse que tinha ficado com medo e foi avisado pela acusada de que Janaína não queria mais contato com os pais. "Fiquei com medo, porque eles são poderosos. Eles tinham influência". 
O procurador-chefe do MPT-PI, Edno Moura, também acompanha o caso. "Foi uma situação que iniciou quando a mulher ainda era menor de idade, ou seja, trabalho infantil, cárcere privado de trabalhadora, jornada exaustiva, falta de pagamento pelo trabalho realizado ao longo dos 15 anos, cerceamento do direito à educação, maus tratos. Enfim, vamos apurar todas as ilicitudes", disse. 

### Depoimento da acusada e prisão
Francisca negou os maus tratos e que Janaína vivesse em estado análogo à escravidão, mas no dia 26 de maio o juiz Valdemir Ferreira converteu a prisão temporária em preventiva, negando o pedido de um habeas corpus para prisão domiciliar. 